# Establet
Establet is een gemeente in het Franse departement Drôme (regio Auvergne-Rhône-Alpes) en telt 29 inwoners (2009). De plaats maakt deel uit van het arrondissement Die.

## Geografie
De oppervlakte van Establet bedraagt 9,5 km², de bevolkingsdichtheid is dus 3,1 inwoners per km².

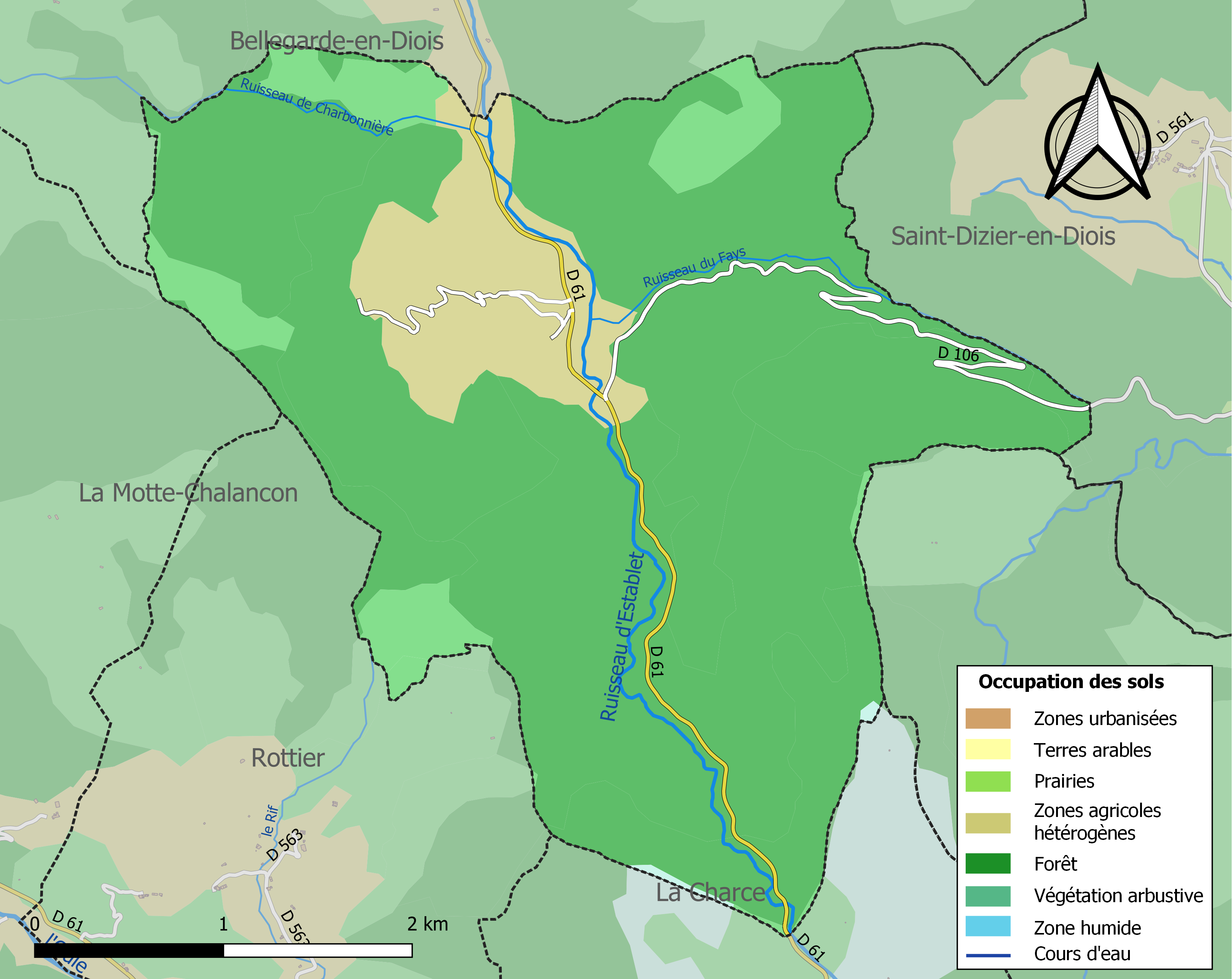
Kaart van de gemeente met belangrijkste infrastructuur, bodemgebruik en omliggende gemeenten

## Demografie
Onderstaande figuur toont het verloop van het inwonertal (bron: INSEE-tellingen).